# Pałac Czartoryskich-Dzieduszyckich w Jabłonowie
Pałac Czartoryskich-Dzieduszyckich w Jabłonowie (ukr. Палац Чорторийських-Дідушицьких в Яблуневі) – zabytkowy pałac we wsi Jabłonów (hromada Kopyczyńce, rejon czortkowski, obwód tarnopolski).

## Historia
Dwupiętrowy obiekt został zbudowany w 1820 r.. Od tego czasu zachowały się mistrzowsko wykonane schody z balustradami autorstwa Iwana Szastkowa.
W 1884 r. Iwan Franko i Wołodysław Fedorowycz przebywali w  pałacu właściciela ziemskiego, Czartoryskiego. Pisarz pracował w bibliotece z dokumentami i materiałami dotyczącymi ukraińskiej patriotycznej rodziny Fedorowyczów.
W 1991 r. na fasadzie pałacu zainstalowano tablicę pamiątkową poświęconą Iwanowi Franko.
W pobliżu posiadłości znajdują się cztery stawy i stary park, który został założony przez Dzieduszyckich w latach 40. XIX w., przy udziale specjalistów z Francji. Obecnie znajduje się tam aleja bukowa, wiekowe drzewa: orzech mandżurski, buk purpurowy, sosny amerykańskie, 200-letnia lipa drobnolistna oraz dwie topole liczące 150-200 lat.